# Basenji
Le Basenji, appelé aussi parfois Terrier Nyam-Nyam, ou Terrier du Congo, est une race de chien originaire d'Afrique centrale, et plus précisément de la République démocratique du Congo. Il tire son nom du lingala Mbwá na basɛ́nzi, signifiant « Chien des sauvages ».

## Histoire
Le basenji est une race très ancienne, qui existe depuis des milliers d'années. On a retrouvé des représentations d'un chien lui ressemblant dans plusieurs tombeaux de pharaons. Il semble que cette race ne soit arrivée en Europe qu'au XXe siècle[réf. nécessaire].

## Standard

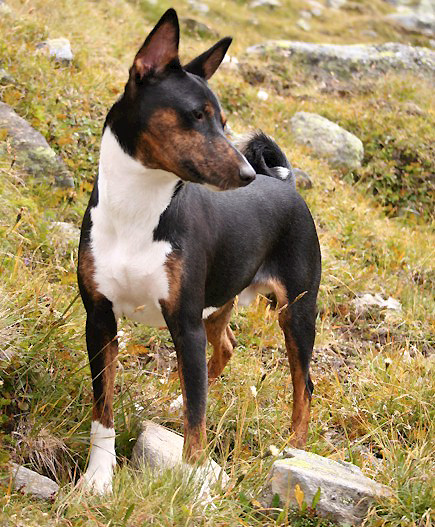
Un basenji trindle.

Le basenji est un chien de construction légère, à l’ossature fine, haut sur pattes par rapport à sa longueur. Le standard FCI décrit son allure comme aristocrate. La tête est ridée avec des oreilles droites. Les yeux de couleur foncée sont en forme d’amande, disposés obliquement. Le cou est galbé, la ligne de la poitrine est bien descendue avant de remonter pour se fondre dans un flanc bien marqué. La queue attachée haut est enroulée en boucle serrée par-dessus la colonne vertébrale pour s'appliquer tout contre la cuisse en formant une boucle simple ou double.
Le poil est court, luisant et serré, très fin. Les couleurs admises sont le noir pur et blanc, le rouge et blanc, le noir et feu, le blanc avec des pastilles feu au-dessus des yeux et marques feu au museau et aux joues, le noir, le fauve et blanc, le bringé.

## Caractère
Le basenji est un chien qui n’aboie pas mais n’est pas muet. Le cri du basenji est comparé à un gloussement ou à des vocalisations de chanteurs tyroliens. Le basenji est une race décrite comme intelligente, indépendante, affectueuse et active. C'est un chien distant avec les étrangers.
Chien de chasse ou de compagnie, le basenji est un chien primitif. La fédération cynologique internationale le classe d'ailleurs dans le groupe 5, les chiens de type spitz et de type primitif.
La femelle basenji n'est en chaleur qu'une fois par an.

## Santé
Le basenji est une race qui connait bien le Syndrome de Fanconi, maladie génétique récessive mortelle. Malgré l'existence d'un test depuis 2007, et contrairement à la majorité des autres pays, des éleveurs français continuent à reproduire des chiens affectés par cette maladie.